# Furbaz
Furbaz foi a banda suíça que representou a Suíça no Festival Eurovisão da Canção 1989, onde interpretou em romanche a canção  "Viver senza tei ("Viver sem ti"). Terminaram a competição em 13.º lugar, recebendo um total de 57 pontos
A banda era constituída pelos seguintes elementos: Marie Louise Werth (vocalista e pianista), Ursin Defuns, Gion Defuns e Giusep Quinter.